# Thomas Burlison
Thomas Henry Burlison, Baron Burlison DL (* 23. Mai 1936 in Edmondsley, County Durham, England; † 20. Mai 2008) war ein britischer Fußballspieler und Gewerkschafter.

## Leben
Burlison wurde in Edmondsley, County Durham als Sohn eines Minenarbeiters, Robert Burlison, und seiner Ehefrau, Georgina, geboren. Er besuchte die Schule in seiner Geburtsstadt und arbeitete von 1951 bis 57 als Plattenschläger. Dort trat er der General and Municipal Workers’ Union (GMWU, welche später zur GMB wurde). Von 1953 bis 1965 spielte er Fußball in unterschiedlichen Vereinen und absolvierte seinen Wehrdienst bei der Royal Air Force von 1959 bis 1961. Danach war er in verschiedenen Funktionen in der GMB Gewerkschaft tätig. Er war Schatzmeister der Labourpartei von 1992 bis 1996. Er wurde am 21. Oktober 1997 zum Life Peer erhoben. Dadurch erhielt er die Titulatur Baron Burlison, of Rowlands Gill, in the County of Tyne and Wear. Er starb am 20. Mai 2008 im Alter von 71 Jahren. Er war seit 1981 mit Valerie Stephenson verheiratet. In dieser Ehe kamen sie zwei Kinder, einen Jungen und ein Mädchen.